# ۵۴۰ (قمری)
۵۴۰ (قمری)، پانصد و چهلمین سال در گاهشماری هجری قمری است. اول محرم این سال برابر با اول ژوئیه سال ۱۱۴۵ میلادی است.

## زادگان
- عطار نیشابوری، عارف و شاعر ایرانی

## وابسته
- مزیدیان